# Viola filicetorum
Viola filicetorum är en violväxtart som beskrevs av Edward Lee Greene. Viola filicetorum ingår i släktet violer, och familjen violväxter. Inga underarter finns listade i Catalogue of Life.